# Petra María Pérez Alonso-Geta
Petra María Pérez Alonso-Geta, és una investigadora valenciana, catedràtica de Teoria de l'Educació de la Universitat de València, experta en educació i socialització de la infància, desenvolupament cívic i moral de la ciutadania, i vicepresidenta del Consell Valencià de Cultura des de 2018.

## Biografia
Petra Pérez fou premi extraordinari de llicenciatura i té una àmplia trajectòria acadèmica en l'àmbit de l'educació. És investigadora de l'Institut de Creativitat i Innovacions Educatives de la Universitat de València, del qual fou directora. Entre els anys 2006 i 2009 fou consellera de la Fundació Espanyola per a la Ciència i la Tecnologia (FECYT). En 2009 va ser membre de la Coordinació Estatal de l'any Europeu de la Creativitat i la Innovació. En 2012 va ser elegida acadèmica corresponent de la Reial Acadèmia de Ciències Morals i Polítiques. Ha estat membre de l'Observatori per a la Convivència escolar contra la violència (Conselleria d'Educació), de l'Observatori d'Infància i Família (Conselleria de Benestar Social) i de l'Observatori del Joguet.
Ha realitzat nombroses publicacions entorn de l'educació i socialització de la infància, desenvolupament cívic i moral, educació estètica i antropologia de l'educació, recollint l'àmplia investigació en valors i estils de vida d'infants i joves. És membre del consell editorial i científic de les principals publicacions estatals i internacionals sobre educació, i a dirigit nombroses tesis i projectes.
El 5 de juliol de 2018 va ser nomenada com a membre de Consell Valencià de Cultura.

## Premis i reconeixements
- 1997 Premi de Cooperació Universitat-Societat a l'activitat investigadora.[1]

- 1992 Price de la Committee for the Promotion of the Advanced Educational Research de la Universitá de Firenze[1][4]
- 1981 Premi Cañada Blanch de la Facultat de Filosofia i Ciències de l'Educació[4]

## Publicacions
- 2010: Infancia y familias (direcció). PUV. València[7]
- 2007: El niño de 3 a 6 años. Pautas de educación. SM. Madrid[7]
- 2006: El brillante aprendiz. Antropología de la educación. Ariel. Barcelona[7]
- 2005: El niño de 0-3 años. SM. Madrid[7]